# Горчиво
Горчивината (горчивото) е един от най-чувствителните вкусове и мнозина я възприемат като остра или неприятна, но понякога е желателна и умишлено добавена чрез различни горчиви агенти. Много алкалоиди са горчиви и еволюционните биолози предполагат, че отвращението от горчиви неща се е развило, за да предпази хората от отравяне.
Съществуват пет основни вкуса – сладко, кисело, солено, горчиво и умами, за които има отделни вкусови рецептори (вкусови луковици) в лигавицата на устната кухина, хранопровода или езика. Под въпрос стои признаването на шести вкус, известен като олеогустус – вкусът на мазнината.

## Горчиви храни и напитки
Обичайните горчиви храни и напитки включват кафе, неподсладено какао, южноамерикански мате, чай от кока, горчива кратуна, необработени маслини, цитрусова кора, много растения от семейство Brassicaceae, зеленчуци от глухарче, хорхаунд, дива цикория и ескарол. Етанолът в алкохолните напитки има горчив вкус, както и допълнителните горчиви съставки, открити в някои алкохолни напитки, включително хмел в бира и тинтява в битер вино. Хининът е известен и с горчивия си вкус и се съдържа в тоника.

## Еволюция на горчивото
Горчивината представлява интерес за тези, които изучават еволюцията, както и за различни здравни изследователи, тъй като е известно, че голям брой естествени горчиви съединения са токсични. Счита се, че способността за откриване на горчив вкус, токсични съединения при ниски прагове осигурява важна защитна функция. Растителните листа често съдържат токсични съединения и сред приматите, които ядат листа, има тенденция да се предпочитат незрели листа, които са с по-високо съдържание на протеини и по-ниско съдържание на фибри и отрови от зрелите листа. Сред хората в цял свят се използват различни техники за обработка на храни, за да детоксикират иначе негодни за консумация храни и да ги направят вкусни. Освен това използването на огън, промените в диетата и избягването на токсини доведе до неутрална еволюция на горчивата чувствителност на човека. Това е позволило няколко загуби на функционални мутации, което е довело до намален сензорен капацитет за горчивина при хората в сравнение с други видове.
Прагът за стимулиране на горчив вкус от хинин е средно концентрация от 8 μM (8 микромола). Вкусовите прагове на други горчиви вещества се оценяват спрямо хинина, който по този начин получава референтен индекс от 1. Например, бруцинът има индекс 11, като по този начин се възприема като силно по-горчив от хинина и се открива при много по-нисък праг на разтвора. Най-горчивото природно вещество е амарогентинът, съединение, присъстващо в корените на растението Gentiana lutea, а най-горчивото познато вещество е синтетичният химикал денатоний, който има индекс 1000. Използва се като отвратителен агент (битертерант), който се добавя към токсични вещества за предотвратяване на случайно поглъщане. Открит е случайно през 1958 г. по време на изследване на местна упойка от Макфарлан Смит от Горги, Единбург, Шотландия.
Изследванията показват, че TAS2R (вкусови рецептори, тип 2, известен също като T2R), като TAS2R38, свързан с G протеина gustducin, са отговорни за способността на човека да вкуси горчиви вещества. Те се идентифицират не само по способността им да вкусят някои „горчиви“ лиганди, но и по морфологията на самия рецептор (повърхностно свързан, мономерен). Смята се, че семейството TAS2R при хора включва около 25 различни вкусови рецептора, някои от които могат да разпознаят голямо разнообразие от съединения с горчив вкус. В горчива база данни са идентифицирани над 670 съединения с горчив вкус, от които над 200 са определени за един или повече специфични рецептори. Напоследък се спекулира, че селективните ограничения върху семейството TAS2R са отслабени поради относително високата степен на мутация и псевдогенизация. Изследователите използват две синтетични вещества, фенилтиокарбамид (PTC) и 6-n-пропилтиоурацил (PROP), за да изследват генетиката на горчивото възприятие. Тези две вещества имат горчив вкус за някои хора, но на практика са безвкусни за други. Сред дегустаторите някои са така наречените „супер дегустатори“, на които PTC и PROP са изключително горчиви. Разликата в чувствителността се определя от два често срещани алела в локуса TAS2R38. Тази генетична вариация в способността да се вкуси дадено вещество е източник на голям интерес за тези, които изучават генетиката.
Gustducin е направен от три субединици. Когато се активира от GPCR, неговите субединици се разпадат и активират фосфодиестераза, близък ензим, който от своя страна превръща предшественика в клетката във вторичен пратеник, който затваря каналите на калиевите йони. [Цитиране е необходимо] Също така, този вторичен пратеник може стимулират ендоплазмения ретикулум да освобождава Ca2 +, което допринася за деполяризация. Това води до натрупване на калиеви йони в клетката, деполяризация и освобождаване на невротрансмитери. Възможно е също така някои горчиви таланти да взаимодействат директно с G протеина, поради структурно сходство със съответния GPCR.
Горчивото се разпознава от серпентиновите рецептори. Горчивото е сигнал за отрова за животните.
Най-горчивото познато вещество е синтетичният химикал битрекс, известен още като денатониев бензоат (в действителност Bitrex е търговска марка на британската компания „Macfarlan Smith“). Открит е през 1958 г. Представлява твърдо бяло вещество без миризма, използвано за създаване на неприятен вкус – като хранителна добавка, която предотвратява случайното поглъщане на дадено отровно вещество от хора (особено деца) и животни.
Веществото фенилтиокарбамид е много горчиво за повечето хора, но за някои е почти безвкусно. Това генетично отклонение в способността да се усети вкусът на едно вещество е много интересно за занимаващите се с генетика.